# Velezzo Lomellina
Velezzo Lomellina är en ort och kommun i provinsen Pavia i regionen Lombardiet i Italien. Kommunen hade 95 invånare (2018).